# Nguyễn Công Phượng
Nguyễn Công Phượng, född 21 januari 1995, är en vietnamesisk fotbollsspelare som spelar för Hoàng Anh Gia Lai FC.
Nguyễn Công Phượng spelade 16 landskamper för det vietnamesiska landslaget.